# Sygit Point
Sygit Point är en udde i Antarktis. Den ligger i Sydshetlandsöarna. Argentina, Chile och Storbritannien gör anspråk på området.
Terrängen inåt land är huvudsakligen kuperad, men västerut är den platt. Havet är nära Sygit Point åt nordväst. Trakten är glest befolkad. Närmaste befolkade plats är Macchu Picchu Station, 17,1 kilometer öster om Sygit Point. 